# Maksymilian Zborowski
Maksymilian Zborowski herbu Jastrzębiec – sędzia ziemski pilzneński w 1777 roku, sędzia ziemski sandomierski w latach 1765-1778, chorąży wiślicki w latach 1760-1765, rotmistrz, marszałek sądów kapturowych województwa sandomierskiego i sędzia grodzki nowokorczyński w 1764 roku, stolnik wiślicki w latach 1757-1760, podczaszy wiślicki w 1757 roku, starosta dębowiecki w 1771 roku.
Poseł województwa sandomierskiego na sejm 1758 roku. Poseł na sejm nadzwyczajny  1761 roku z województwa sandomierskiego. W 1764 roku był elektorem  Stanisława Augusta Poniatowskiego z województwa sandomierskiego. Był posłem województwa sandomierskiego na sejm 1766 roku.